# Рехулувка
Рехулувка (пол. Rechulówka; укр. Регулівка) — частина селаГубінек у Польщі, в Люблінському воєводстві Томашовського повіту, ґміни Ульгувек.